# DJ LeMahieu
David John LeMahieu (ur. 13 lipca 1988) – amerykański baseballista występujący na pozycji drugobazowego w New York Yankees.

## Kariera
LeMahieu po ukończeniu szkoły średniej w 2007 roku, został wybrany w 41. rundzie draftu przez Detroit Tigers, jednak nie podpisał kontraktu, gdyż zdecydował się podjąć studia na Louisiana State University, gdzie w latach 2007–2009 grał w drużynie uniwersyteckiej LSU Tigers. W czerwcu 2009 roku został wybrany w drugiej rundzie draftu przez Chicago Cubs i początkowo występował w klubach farmerskich tego zespołu, między innymi w Iowa Cubs, reprezentującym poziom Triple-A. W Major League Baseball zadebiutował 30 maja 2011 w meczu przeciwko Houston Astros jako pinch hitter. W grudniu 2011 w ramach wymiany zawodników przeszedł do Colorado Rockies.
13 sierpnia 2012 w spotkaniu z Milwaukee Brewers ustanowił rekord kariery zaliczając cztery odbicia na cztery podejścia. W sezonie 2014 został wyróżniony spośród drugobazowych w National League otrzymując Złotą Rękawicę. W lipcu 2015 został po raz pierwszy w karierze powołany do NL All-Star Team. W sezonie 2016 zdobył tytuł najlepszego uderzającego w lidze ze średnią 0,348.
W styczniu 2019 został zawodnikiem New York Yankees. W 2019 po raz pierwszy w swojej karierze otrzymał nagrodę Silver Slugger Award.

## Nagrody i wyróżnienia
| Nagroda/wyróżnienie  | Lata             | Źródło      |
| 3× All-Star          | 2015, 2017, 2019 | [ 1 ] [ 6 ] |
| 3× Gold Glove Award  | 2014, 2017, 2018 | [ 1 ] [ 5 ] |
| Silver Slugger Award | 2019             | [ 7 ]       |